# 모네다궁

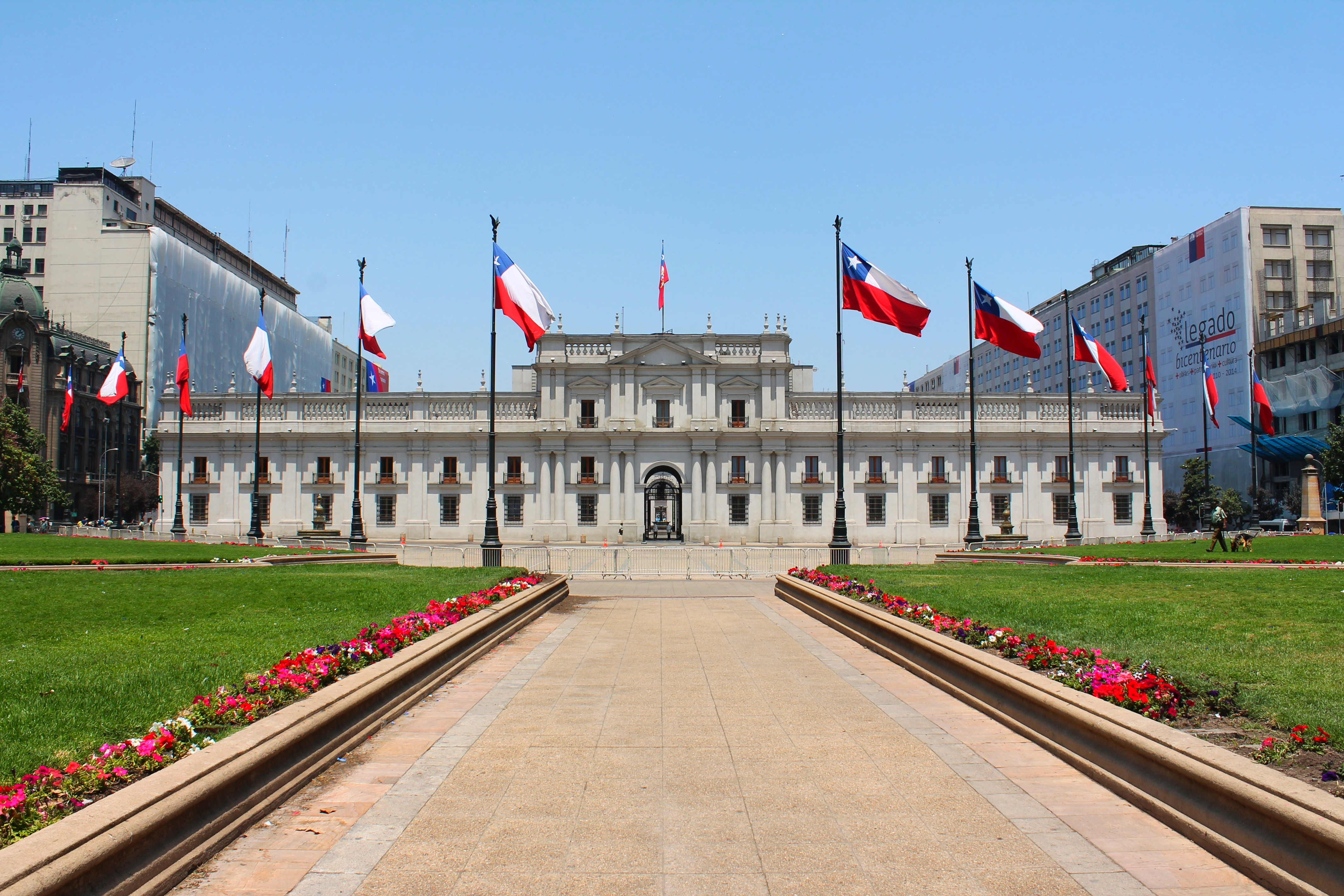

모네다궁(Palacio de La Moneda)은 칠레공화국의 대통령궁이다.
콜로니얼풍의 큰 궁전으로 19세기 중반부터 대통령 관저로 쓰이고 있다. 1743년 착공될 때 조페국 건물로 예정되어 있었던 것이기 때문에 모네다 궁전이라고 불리게 되었고, 1973년 아옌데 대통령이 피노체트의 쿠데타 때 여기에서 저항하다 최후를 마친 후로 유명해졌다. 궁전 북쪽으로 헌법광장, 남쪽으로 불네스 광장, 그리고 오이긴스 거리를 사이에 두고 자유광장 등이 있다.